# ローラン・ガネ
ローラン・ガネ（Laurent Gané。1973年3月7日 - ）は、ニューカレドニア（フランス領）・ヌメア出身の元自転車競技（トラックレース）選手。
現役時代、アルノー・トゥルナン、フロリアン・ルソー、フレデリック・マニェらとともにフランス自転車短距離界の黄金時代の一翼を担う。
とりわけ、ガネが1走、ルソーが2走、トゥルナンがアンカーというチームスプリントにおける布陣は長らく世界最強で、2000年シドニーオリンピックでもこの布陣で同種目金メダル（同種目初代優勝チーム）。また世界選手権の同種目においては4度の金メダルを獲得した。個人種目においても、2003年の世界選手権ではスプリント・ケイリンの両種目を制覇した（プロ・アマオープン化となった1993年以降では史上3人目）。この他、フランス国内選手権のスプリントでは5回優勝している。
国際競輪では、通算85戦16勝、優勝5回を記録。ちなみに現役引退のレースとなったのは2005年に出場した国際競輪シリーズであった。